# Gorovič
Gorovič (cyr. Горович) – wieś w Serbii, w okręgu szumadijskim, w gminie Topola. W 2011 roku liczyła 284 mieszkańców.